# دنهام (كيبك)
دنهام (بالإنجليزية: Dunham, Quebec)‏ هي بلدية محلية في كيبيك تقع في كندا في Brome-Missisquoi Regional County Municipality. يقدر عدد سكانها بـ 3,471 نسمة ومساحتها 196.20 كم2 .

## أعلام
- توماس وود